# Єщенко Олександр Олексійович
Олекса́ндр Олексійович Єщенко (рос. Александр Алексеевич Ещенко (нар. 5 травня 1970, Луцьк) — радянський, український та російський футболіст, що грав на позиції захисника та півзахисника. Відомий за виступами за низку російських клубів найвищого дивізіону, зокрема «Ротор», «Ростсільмаш» та «Жемчужину», в Україні відомий також виступами за команду зі свого рідного міста «Волинь».

## Клубна кар'єра
Олександр Єщенко народився у Луцьку, та розпочав займатись футболом у ДЮСШ при місцевому футбольному клубі майстрів «Торпедо», і його першим тренером став батько, Олексій Єщенко. Після сьомого класу школи поступив у львівський спортінтернат По закінченні спортінтернату дебютував у другій союзній лізі за команду з рідного міста «Торпедо» у 1987 році, та зіграв у першому для себе чемпіонаті лише 2 матчі. наступного сезону молодий футболіст вже закріпився у основі клубу, зігравши у турнірі другої ліги 31 матч, та уперше відзначився забитим м'ячем.
У 1989 році Олександр Єщенко призваний до лав Радянської Армії, і протягом двох років грав за армійські клуби — спочатку львівський СКА «Карпати», а у 1990 році ростовський СКА. Після завершення армійської служби ще на рік затримався у Ростові, де грав за місцевий клуб першої союзної ліги «Ростсільмаш». У 1991 році залучався до матчів олімпійської збірної СРСР.
У кінці 1991 року запрошений до київського «Динамо», але у команді перебував недовго, не зігравши жодного матчу ні в чемпіонаті України, ні у єврокубках (всупереч заяві футболіста в інтерв'ю), та на початку 1992 року покинув Україну, відгукнувшись на запрошення президента волгоградського «Ротора» Володимира Горюнова. У 1992 році дебютував за «Ротор» у першому чемпіонаті Росії, у якому Єщенко зіграв 27 матчів, а клуб посів 12 місце у турнірній таблиці. Наступний сезон для волгоградського клубу виявився найуспішнішим за його тривалу історію — команда у тривалій боротьбі виборола срібні медалі першості Росії. Щоправда, у цьому сезоні Єщенко не був основним гравцем команди, і зіграв лише 5 матчів у вищій російській лізі та 5 матчів за дублюючий склад «Ротора». На початку 1994 року Олександр Єщенко нетривалий час перебував у португальському клубі «Белененсеш», але в основному складі так і не заграв, та повернувся до «Ротора». У сезоні 1994 року «Ротор» дещо недотягнув до медалей першості, та зайняв лише 4 місце, а Єщенко зіграв до кінця сезону 14 матчів за клуб у першості Росії. 1995 рік Олександр Єщенко розпочав у своїй колишній команді «Ростсільмаш», у якій зіграв 15 матчів у першості Росії, а пізніше повернувся до «Ротора», за який зіграв 10 матчів у російській першості. У цьому сезоні волгоградська команда дойшла також і до фіналу Кубка Росії, у якому лише у серії пенальті поступилася московському «Динамо». Проте у розіграші цього кубка Олексій Єщенко брав участь лише на перших етапах турніру, тому він лише номінально може вважатися фіналістом цього розіграшу кубку.
Перший матч сезону 1996 року Олександр Єщенко зіграв у «Роторі» проти камишинського «Текстильника», а далі на кілька місяців повернувся до рідного Луцька, де спробував допомогти «Волині» втриматись у вищій лізі української першості. Проте команда зайняла передостаннє, 17 місце, у першості країни, та вибула до першої ліги, а Єщенко зіграв за лучан 7 матчів, та не зумів завадити пониженню в класі волинян. Далі Єщенко повернувся до Росії, але вже до іншого клубу вищого дивізіону — «Жемчужини» з Сочі. У цій команді Олександр Єщенко зіграв 20 матчів у вищій лізі. Сезон 1997 року Єщенко розпочав одним матчем у складі елістинського «Уралану», а далі повернувся до «Жемчужини», у якій грав у вищій лізі до середини 1999 року, 55 разів виходячи на поле в основному складі команди. Але у команді розпочались фінансові проблеми, і у середині 1999 року Єщенко покидає Сочі, та стає гравцем тульського «Арсеналу». До кінця року футболіст зіграв 15 матчів за тульський клуб, і покинув тульський клуб. З початку 2000 року Єщенко зіграв 3 матчі за московський клуб першої російської ліги «Торпедо-ЗіЛ», і повернувся до сочинської команди, яка вже виступала у російській першій лізі. У 2001 році Олександр Єщенко грав за друголіговий російський клуб «Кузбас-Динамо» з Кемерово. У 2002 році Єщенко зіграв один сезон за новоросійський «Чорноморець» у першій російській лізі. Сезон вийшов для команди вдалим, команда здобула путівку до найвищого російського дивізіону, але внаслідок отриманої травми керівництво клубу виставило Олександра Єщенка на трансфер. Футболіст став гравцем іншого першолігового клубу — «Металурга-Кузбас» із Новокузнецька. У 2004 році Олександр Єщенко розпочав сезон у брянському «Динамо», а закінчив сезон також у клубі першої ліги «Лісма-Мордовія» з Саранська. У 2005 році Олександр Єщенко став гравцем друголігового клубу «Балтика» із Калінінграда, у якому зіграв свої останні матчі на професійному рівні. У 2006 році грав за аматорський клуб «Спартак» із Краснодара, після чого остаточно завершив футбольну кар'єру.

## Особисте життя
Батько Олександра Єщенка, Олексій Прокопович Єщенко є колишнім гравцем «Волині» та відомим луцьким тренером, кілька раз очолював луцький клуб як головний тренер. Дружина Олександра Єщенка також колишня спортсменка, була чемпіонкою СРСР з гандболу, родом із Сибіру. У сім'ї Олексадра Єщенко двоє дітей.

## Титули та досягнення
- Срібний призер Чемпіонату Росії з футболу: 1993
- Фіналіст Кубку Росії: 1995